# Alexandre Dumas (író, 1824–1895)
Ifj. Alexandre Dumas (Dumas fils) (Párizs, 1824. július 27. – Marly-le-Roi, Yvelines, 1895. november 27.) francia író, drámaíró, novellista, id. Alexandre Dumas fia, Alexandre Lippmann olimpiai bajnok párbajtőrvívó nagyapja.

## Élete
Törvénytelen gyerekként született; édesanyja Marie-Catherine Labay női szabó, apja emeleti szomszédja volt. Későbbi emberi és írói magatartását alapvetően nehéz gyermekkora határozta meg. Édesapja csak 1831-ben adoptálta, miután írásaival sikerült kiemelkednie a szegénységből, és jómódban élhetett. Ezután mindent megtett azért, hogy fia a lehető legjobb neveltetést kapja, de az ifjabb Dumas a különböző előkelő, bentlakásos kollégiumokban sem feledte gyermekkorának nélkülözését, a sorozatos megaláztatásokat.

## Irodalmi munkássága
Írói pályafutását romantikus kalandregényekkel kezdte. Miután befutott, egyre gyakrabban írt a társadalom erkölcsi számkivetettjeiről (törvénytelen gyermekekről, félvilági nőkről), és előszeretettel állította be őket az alapvető emberi-erkölcsi értékek hordozóinak. Főként regényeket és színműveket írt.
Nevét az irodalomban elsősorban A kaméliás hölgy című műve őrzi:
- regény — 1848 (magyarul: 1893, 1968);
- színmű — 1852 (magyarul: 1892).

Ehhez tetemesen hozzájárul, hogy e művéből írta Giuseppe Verdi: Traviata című operáját (1853).
Rutinos, termékeny színpadi szerző volt. Munkásságát bravúros színpadismeret, a scribe-i technika tökélyre vitele jellemezte — éppen ezért őt tekintik a bulvárszínház egyik ősének. Társadalmi drámái szájbarágós jellegük miatt manapság kevésbé élvezhetőek. Ezekben főleg erkölcsi tanulságokkal akart szolgálni, így hősei meglehetősen sematikusak. Színpadát az ellentétek uralták: egyik oldalon a jókkal, a másokon a rosszakkal. Színdarabjaival a polgári erkölcs családeszményét támogatta, de a számkivetetteket védve az erkölcsök reformját is hirdette.

## Fontosabb művei
Színpadi művek:
- Divathölgyek, 1855 (magyarul: 1855)
- Pénzkérdés, 1857 (magyarul: 1857)
- A szerelem gyermeke, 1858 (magyarul: 1858)

## Magyarul

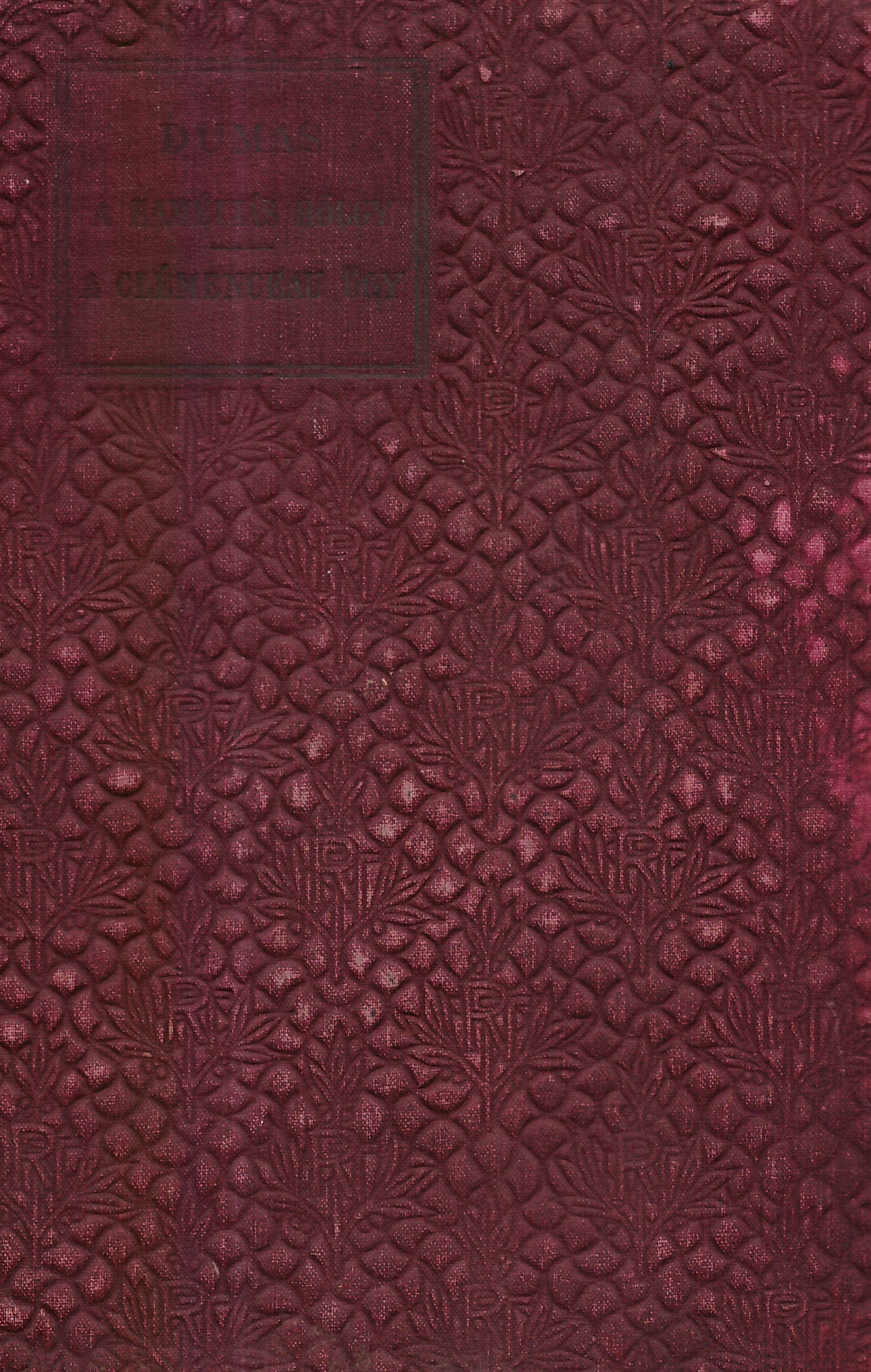
A kaméliás hölgy és A Clémenceau ügy 1907-es magyar kiadása

### 1895-ig
- Printemps Zsófia. Regény, 1-2.; Récsi, Pest, 1854 (Regénycsarnok)
- A gyöngyös hölgy; ford. Irinyi József; Kilián, Pest, 1856
- Ifj. Dumas Sándor érdekesb novellái; ford. Hang Ferenc; fordítói, Kalocsa, 1861
- A kaméliás hölgy; Lampel, Pest, 1865
- A Clémenceau-pör; ford. Áldor Imre; Deutsch, Bp., 1866
- Clémenceau története. Egy vádlott emlékirata; ford. Vajda János; Emich, Pest, 1867
- Férfi – nő. Felelet d'Ideville Henrik úrnak; Méhner, Pest, 1872
- Felhívás a keringőre. Vígjáték; ford. Szigligeti Jolán; Pfeifer, Bp., 1875 (A Nemzeti Színház könyvtára)
- Két apa. Színmű; ford. Halmy Ferenc; Pfeifer, Bp., 1878 (A Nemzeti Színház könyvtára)
- Az apasági kereset. Levél Rivet képviselő úrhoz; ford. Szokolay Kornél; Révai, Bp., 1884
- A kaméliás hölgy. Dráma; ford. Baján Miksa; Gross, Győr, 1893 (Egyetemes könyvtár)
- A kaméliás hölgy. Regény; ford. Ilosvai Hugó; Gerő-Kostyál, Bp., 1893

### 1896–1919
- A kaméliás hölgy. Regény; ford. Kató; Vass József, Bp., 1897
- Kean; ford. Hevesi Sándor; Vass, Bp., 1898 (Fővárosi színházak műsora)
- A kaméliás hölgy. Dráma; ford. Szemere Attila; Lampel, Bp., 1898 (Magyar könyvtár)
- A nők barátja. Vígjáték; ford. Kürthy Emil; Vass, Bp., 1898 (Fővárosi színházak műsora)
- Francillon. Színmű; ford. Paulay Ede; Vass, Bp., 1900 (Fővárosi színházak műsora)
- Clémenceau. Színmű; ford. Fáy Béla; Lampel, Bp., 1902 (Fővárosi színházak műsora)
- Clemenceau. Regény; ford. Endrei Zalán; Vass, Bp., 1903
- A kaméliás hölgy; ford. Csergő Hugó; Révai, Bp., 1907 (Klasszikus regénytár)
- A Clémenceau-ügy; ford. Radványi Paula; Révai, Bp., 1914 (Klasszikus regénytár)

### 1920–
- Cézár szerelme. Regény; Tolnai, Bp., 1924 (Tolnai regénytára)
- A kaméliás hölgy; ford. Hajó Sándor; Az Est–Pesti Napló, Bp., 1934 (Filléres klasszikus regények)
- A kaméliás hölgy; ford. Csergő Hugó, Radványi Paula; Révai, Bp., 1937 (Klasszikus regénytár)
- A nők barátja. Vígjáték; Pallas Ny., Bp., 1938 (Krónika. A Nemzeti Színház műsorkísérő füzetei)
- A kaméliás hölgy; ford. Kovách Aladár; Somody, Bp., 1943 (Színházi könyvtár)
- A kaméliás hölgy; ford. Jankovics Ferenc; Somody, Bp., 1944
- A kaméliás hölgy. Regény; ford. Csergő Hugó, utószó Bajomi Lázár Endre; Szépirodalmi, Bp., 1964 (Olcsó könyvtár)